# 井上照幸
井上照幸（いのうえ てるゆき、1947年7月10日-　）は、日本の経営学者、大東文化大学名誉教授。NTTなど電気通信の経営が専門。

## 略歴
東京都台東区浅草生まれ。1970年青山学院大学経営学部卒業、1975年同大学院博士課程満期退学。2000年「電電民営化過程の研究」で明治大学より経営学博士の学位を取得。1976年電気通信大学助手。1978年高崎経済大学専任講師、1979年助教授、1990年教授、2000年大東文化大学経営学部教授、2018年名誉教授。

## 著書
- 『ハイテク通信が軍事化される日』中央経済社 1986
- 『NTT 競争と分割に直面する情報化時代の巨人』大月書店 日本のビッグ・ビジネス 1990
- 『電電民営化過程の研究』エルコ 2000
- 『テレコムビジネス年表 1945-2003』大月書店 2004

### 共編著
- 『リクルートの政治経済学』山田博文共著 大月書店 1989
- 『KDD・IDC,ITJ : 激変のときを迎える国際通信』山下東子共著 大月書店 日本のビッグ・ビジネス 1996
- 『情報通信 グローバル化する21世紀のデジタル・インダストリー』大西勝明,山下東子共著 大月書店 日本のビッグ・インダストリー 2000
- 『情報ネットワーク経営』林正樹,小阪隆秀共編著 ミネルヴァ書房 叢書現代経営学 2001
- 『ユビキタス時代の産業と企業』林倬史,渡邊明共編著 野口宏,貫隆夫,秋野晶二,長井偉訓, 須藤春夫, 加藤英一著 税務経理協会 2007
- 『流通/テレコム』日本のリーディングカンパニーを分析する　大橋英五監修 野中郁江共編著　唯学書房 2007

## 論文
- ＜井上照幸